# Flackarps kyrka
Flackarps kyrka var en kyrkobyggnad i Uppåkra i Lunds stift.

## Kyrkobyggnaden
Kyrkan uppfördes under 1100-talet och var 13 meter lång och 7 meter bred. År 1865 revs kyrkan mot bybornas vilja och ersattes av Uppåkra kyrka. Idag är kyrkogården en minneslund med en klockstapel som håller kyrkklockan från den rivna kyrkan. Flackarps minneslund ligger i den västra delen av Flackarp.

## Inventarier
Dopfunten från 1100-talet finns numera i Uppåkra kyrka.

## Galleri

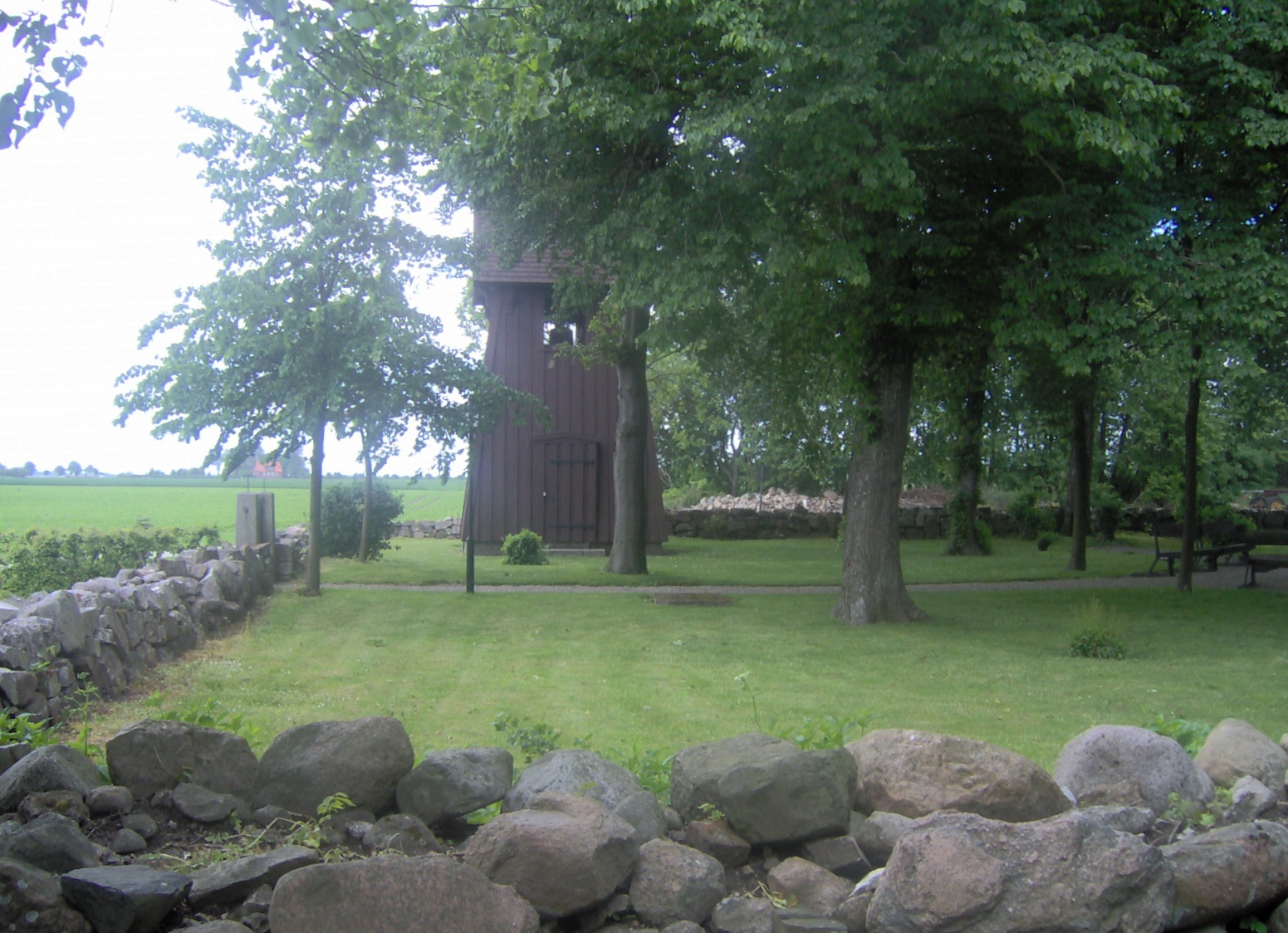
Flackarps klockstapel
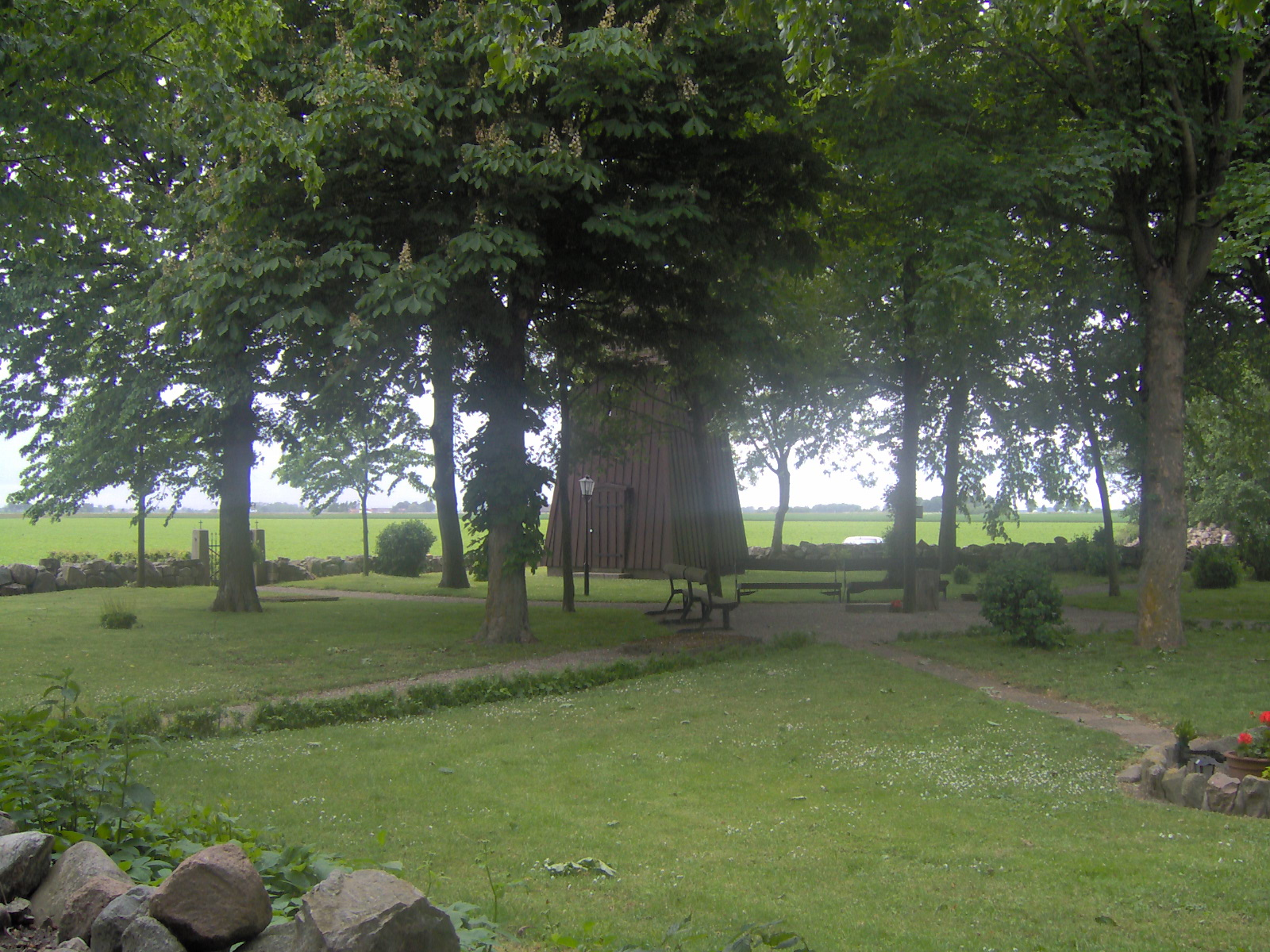
Flackarps minneslund
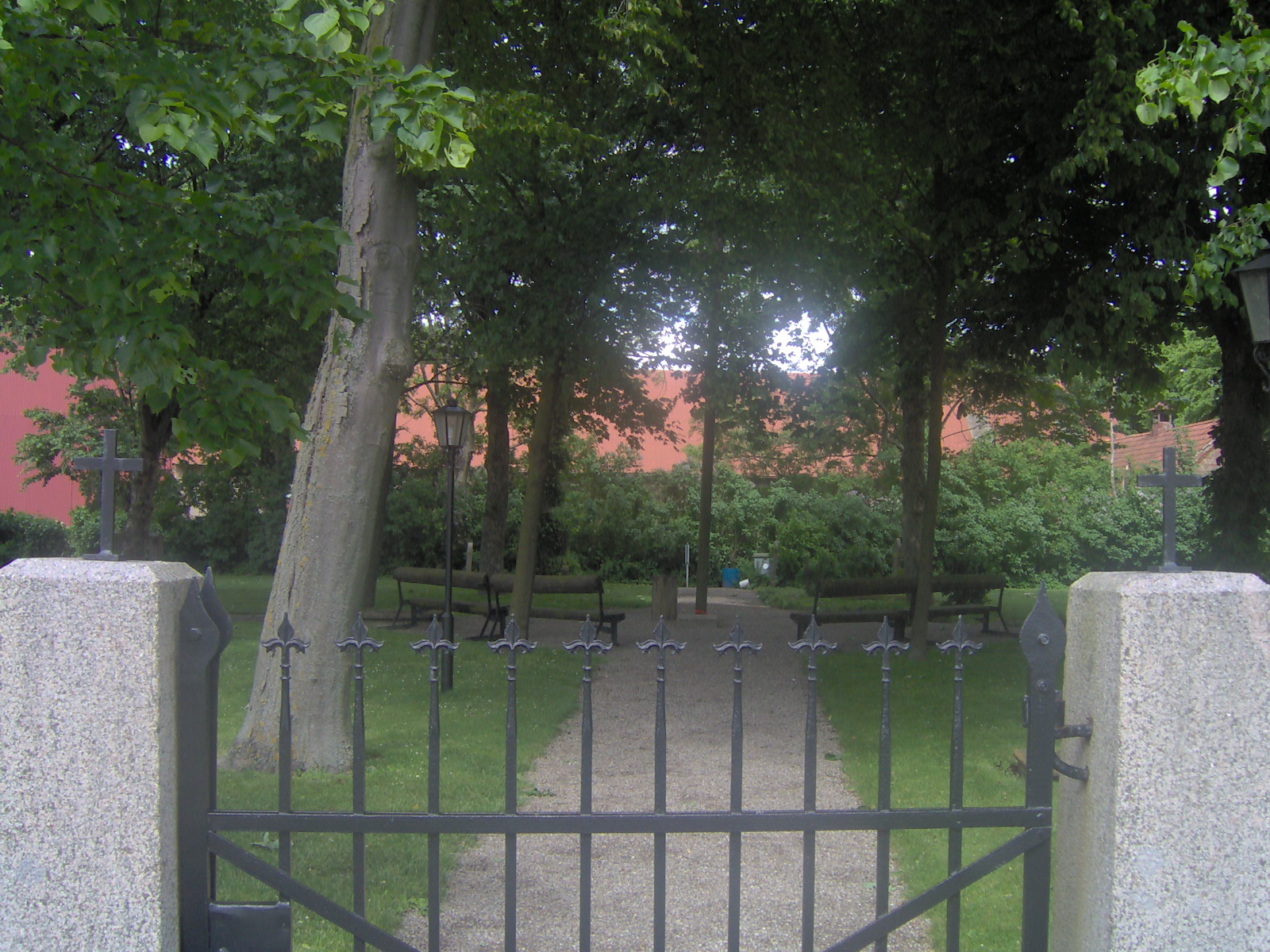
Flackarps minneslund, från grinden
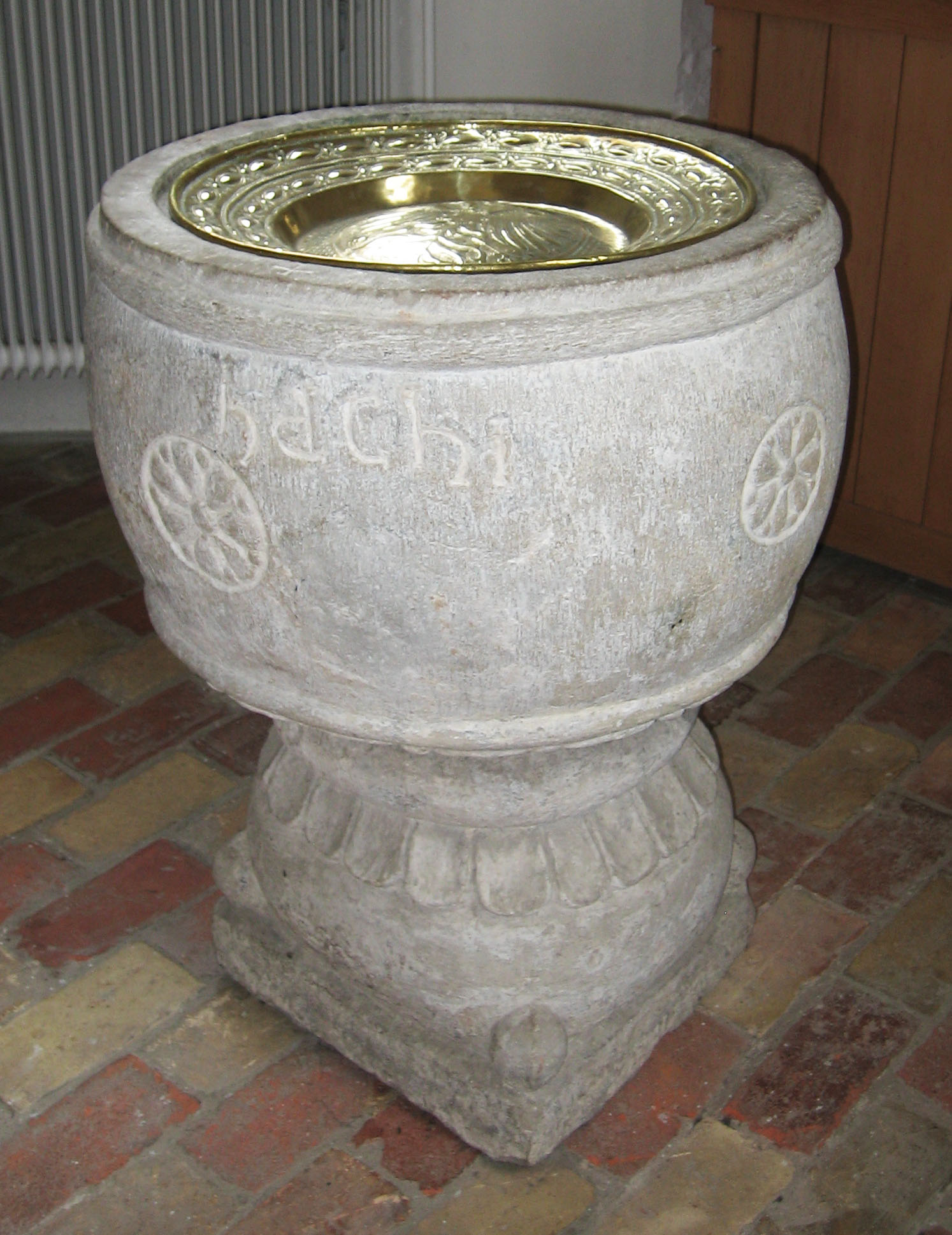
Flackarps kyrkas dopfunt